# Banco Popolare
Banco Popolare es un grupo bancario cooperativo italiano formado en 2007 por la fusión del Banco Popolare di Verona e Novara (BVPN) y la Banca Popolare Italiana (BPI). En junio de 2009 la compañía se convirtió en el primer banco italiano en recibir ayuda económica del estado por parte del gobierno italiano debido al desarrollo de la crisis financiera mediante la inyección de €1.500 millones bonos convertibles del estado.
Cotiza en la bolsa de Milán y en el índice FTSE MIB siendo la sexta entidad bancaria italiana por cotización en este mercado. Dispone de 2200 oficinas y 3 millones de clientes y una fuerte implantación local.

## Estructura del grupo
El grupo Banca Popolare se compone de las siguientes entidades financieras:
- Banca popolare di Verona - San Geminiano e San Prospero
- Banca Popolare di Lodi
- Credito Bergamasco
- Banca Popolare di Novara
- Cassa di Risparmio di Lucca Pisa Livorno
- Banca Popolare di Crema
- Banca Popolare di Cremona
- Banca Caripe